# Prosopeia splendens
Prosopeia splendens là một loài chim trong họ Psittacidae.